# Lopholaena
Lopholaena es un género de plantas de la familia Asteraceae. Se distribuyen por África. Comprende 24 especies descritas y de estas, solo 16 aceptadas.

## Taxonomía
El género fue descrito por Augustin Pyrame de Candolle y publicado en Prodromus Systematis Naturalis Regni Vegetabilis 6: 335. 1837[1838].

## Especies aceptadas
A continuación se brinda un listado de las especies del género Lopholaena aceptadas hasta julio de 2012, ordenadas alfabéticamente. Para cada una se indica el nombre binomial seguido del autor, abreviado según las convenciones y usos. 
- Lopholaena acutifolia R.E.Fr.
- Lopholaena alata P.A.Duvign.
- Lopholaena cneorifolia (DC.) S.Moore
- Lopholaena coriifolia (Sond.) E.Phillips & C.A.Sm.
- Lopholaena dehniae Merxm.
- Lopholaena deltombei P.A.Duvign.
- Lopholaena disticha (N.E.Br.) S.Moore
- Lopholaena dolichopappa (O.Hoffm.) S.Moore
- Lopholaena dregeana DC.
- Lopholaena festiva Brusse
- Lopholaena longipes (Harv.) Thell.
- Lopholaena phyllodes (Hiern) S.Moore
- Lopholaena platyphylla Benth.
- Lopholaena segmentata (Oliv.) S.Moore
- Lopholaena trianthema (O.Hoffm.) B.L.Burtt
- Lopholaena ussanguensis (O.Hoffm.) S.Moore